# San Francisco Xochicuautla
San Francisco Xochicuautla es una localidad ubicada en el municipio de Lerma en el Estado de México. Conocida popularmente como “Xochi”, es una comunidad indígena otomí. Uno de sus atractivos turísticos es su iglesia principal, que en 2019 cumplió 100 años de su reconstrucción.

## Historia
Xochicuautla viene de las palabras nahuas "Xochitl" (flor) y "Cuautla" (arbolada), lo cual significa "Lugar de las arboladas floridas" ó "Lugar de árboles y flores". También se conocía como Chichicuautla o bien "donde abunda el amaranto". Fundada por indígenas en la época prehispánica en el año de 1492.
La historia sobre el poblado de San Francisco Xochicuautla junto con Santa María Atarasquillo tiene orígenes precolombinos. Según datos sacados del Códice Mendoza, se puede intuir que gran parte de los pequeños pueblos asentados a las riberas de la laguna de Lerma pertenecían a Metepec
Otro registro del pueblo es la donación en 1863 por Don Gregorio de Mier de parte del monte de la Hacienda de San Nicolás Peralta

## Festividades
Las festividades culturales de toda la localidad la fiesta se extiende habiendo no solo ritos eucarísticos sino que también participan grupos de danza prehispánica, grupos de danza regional llamados "arrieros", etc.

### San Francisco de Asís
El primer día se trasladan las imágenes de  las capillas a la iglesia principal, luego  hay misa. Si la fiesta se celebra en días laborales se realizan castillos pirotécnicos el día 4 de octubre y el domingo más cercano-
Para la celebración se adorna la iglesia con flores y luces, al igual que con las cruces de las capillas, las calles con papel picado de plástico colgado de lado a lado de la calle al igual que el atrio de la iglesia, y los arrieros adornan el costado de la iglesia donde bailan con sombreros típicos y artesanías de barro, entre otras cosas. Llegan puestos de comida, juegos de mesa, juegos mecánicos y puestos de artesanías. 
Cada día de la fiesta hay bailes organizados por distintos sonidos o grupos de música; ello se lleva a cabo en la mitad del campo deportivo mientras su otra mitad es ocupada por juegos mecánicos.
Luego del domingo de la fiesta, el lunes los arrieros bailan y van aventando objetos de cocina, dulces, juguetes y fruta a la gente, al igual los hombres del grupo preparan y dan de comer a las personas; luego de haber bailado hay personas que se visten de mujeres, monstruos, personajes icónicos, etc., los cuales luego se enfrentaran con los arrieros porque lo "rateros", nombre de ese grupo, les quitan estandartes, los cuales usan para bailar y tienen un valor religioso. La lucha es pacífica y los arrieros con pirotecnia pequeña deben asustarlos y matarlos simbólicamente; al acabar ello los rateros queman fuegos pirotécnicos llamados "toritos" por estar encima de un toro de cartón y los van poniendo en su espalda para correr con ellos luego de ser encendidos.
El día martes bailan y se despiden los arrieros hasta la próxima fiesta de la localidad, y trasladan las imágenes religiosas a sus respectivos lugares y los mayordomos de las iglesias suben al Cerro de la Verónica a lanzar cuetones en señal de que la fiesta salió bien y agradecen por ello.

### Víspera del Señor de la Exaltación
Se celebra el 13 de septiembre en la capilla del señor de la exaltación ubicada en la carretera principal la festividad se realiza la típica danza de arrieros y se lanzan cuetones llegan asociaciones de distintos pueblos cercanos a adorar a la cruz se da comida y el día 14 se da de comer a los delegados a esto se le llaman los 3 platos.

## Problemas sociales
Socialmente destaca la oposición que ha emprendido desde 2007 el Consejo Supremo Indígena a la construcción de la Autopista Toluca-Naucalpan, la cual está planeada para atravesar parte del bosque sagrado, considerado así ancestralmente por el pueblo hñañú que habita la zona.